# Піщанський сільський округ
Піща́нський сільський округ (каз. Песчаное ауылдық округі, рос. Песчанский сельский округ) — адміністративна одиниця у складі Теренкольського району Павлодарської області Казахстану. Адміністративний центр — село Піщане.
Населення — 2654 особи (2021; 3080 у 2009, 4174 у 1999, 5713 у 1989).
Станом на 1989 рік існувала Піщанська сільська рада (села Байсмак, Батпакколь, Карасук, Піщане, Совхоз «Піщанський»). Село Батпакколь було ліквідовано 2000 року, село Піщанський — 2015 року..

## Склад
До складу округу входять такі населені пункти:
| Населений пункт    | Старі назви         | Населення, осіб (1989) | Населення, осіб (1999) | Населення, осіб (2009) | Населення, осіб (2021) |
| ------------------ | ------------------- | ---------------------- | ---------------------- | ---------------------- | ---------------------- |
| Байсмак, село      | -                   | 230                    | -                      | -                      | -                      |
| Батпакколь, село   | -                   | 270                    | 38                     | -                      | -                      |
| Карасук, село      | -                   | 418                    | 124                    | 254                    | 149                    |
| Піщане, село       | -                   | 3000                   | 3405                   | 1586                   | 2501                   |
| --Піщанський, село | Совхоз «Піщанський» | 1795                   | 607                    | 1240                   | 4                      |